# Cal Canal (Bóixols)

Cal Canal, respecte del terme d'Abella de la Conca

Cal Canal és una partida rural del terme municipal d'Abella de la Conca, a la comarca del Pallars Jussà, en territori del poble de Bóixols.
Està situada a l'extrem nord-est del terme, a llevant de la masia de la Xosa, a l'esquerra del riu de Pujals.
Comprèn les parcel·les 107 a 112, 114, 115, 117 a 123, 125, 132, 138, 140 a 145, 147 a 149, 154 a 162, 176 i 178 a 179 del polígon 3 d'Abella de la Conca, i consta de 94,5298 hectàrees amb zones de pineda apta per a extreure'n fusta, conreus de secà i pastures.

## Etimologia
El nom d'aquesta partida deriva del nom antic de la masia propera, la Xosa. Es tracta, així, doncs, d'un topònim romànic modern de caràcter descriptiu.